# Francisco Robles Ortega
Francisco Robles Ortega (født 2. marts 1949 i Mascota i Mexico) er en af Den katolske kirkes kardinaler, og ærkebiskop af Monterrey i Mexico. Han blev ærkebiskop der i 2003.
Den 17. oktober 2007 bekendte pave Pave Benedikt 16. at han ville blive kreert til kardinal ved et konsistorium planlagt til den 24. november samme år.
|  | Artiklen om Francisco Robles Ortega kan blive bedre, hvis der indsættes et (bedre) billede Du kan hjælpe ved at afsøge Wikimedia Commons for et passende billede eller uploade et godt billede til Wikimedia Commons iht. de tilladte licenser og indsætte det i artiklen. |